# 구례 윤문효공 묘전석등 및 석비
구례 윤문효공 묘전석등 및 석비(求禮 尹文孝公 墓前石燈 및 石碑)는 대한민국 전라남도 구례군 산동면 이평리에 있는, 윤효손(1431∼1503) 선생의 묘앞에 서 있는 석등과 석비이다. 1974년 5월 22일 전라남도의 유형문화재 제37호로 지정되었다.

## 개요
조선시대 문신이었던 윤효손(1431∼1503) 선생의 묘앞에 서 있는 석등과 석비이다.
석등은 받침돌 위에 불을 밝혀두는 화사석(火舍石)을 올리고 지붕돌을 얹은 모습으로, 전체가 4각을 이루고 있다. 화사석은 네 면마다 불빛이 새어나오도록 작은 창을 뚫어놓았으며, 옛 가옥의 지붕을 본뜬 듯한 지붕돌 위로는 정교하게 조각된 머리장식을 올려 놓았다.
석비는 단을 높직하게 마련하여 거북받침을 올리고, 그 위로 비몸을 세운 뒤 머릿돌을 얹어 마무리 하였다. 돌거북 아래의 높직한 단은 보기드문 모습이며, 용대신 연잎을 조각해놓은 머리돌도 특이하다. 비앞면 위쪽에는 ‘부부합장지묘(夫婦合葬之墓)’라 새겨 놓았다.
2기 모두 조선 중종 14년(1519)에 세운 작품들이다.

## 같이 보기
- 윤효선

## 참고 자료
- 구례윤문효공묘전석등및석비 - 국가유산청 국가유산포털